# 安東尼·普羅文扎諾
安東尼·普羅文扎諾（英語：Anthony Provenzano；1917年5月7日—1988年12月12日），又稱為托尼·普罗（Tony Pro），是一名新澤西州吉諾維斯犯罪家族的頭目（caporegime）。普羅文扎諾因與國際貨車司機兄弟會的領袖吉米·霍法的關係而聞名，原因是普羅文扎諾曾擔任新澤西州尤寧城國際貨車司機兄弟會560號工會的主席。

## 早年
普羅文扎諾於1917年5月7日出生在曼克頓的下東區，父母是西西里移民Rosario和Josephine Provenzano，他是六個孩子中的第四個。15歲時，他從114號公立學校退學，去了H.P. Welch貨運公司擔任每週10美元的幫手。3年後，他成為了一名司機。普羅文扎諾在1948年至1958年之間被新澤西州尤寧城的國際貨車司機兄弟會560號工會聘用為商業代理，在1958年至1966年5月之間擔任主席，以及在1975年11月24日至1978年6月之間擔任財務處長。

## 生涯
1961年6月，560號工會財務處長Anthony Castellito前往紐約上州，與黑幫Salvatore Briguglio見面。根據聯邦政府的報告，Briguglio和Harold Konigsberg謀殺了Castellito。隨後，在1961年8月，普羅文扎諾的兄弟Salvatore被任命為以前由Castellitto擔任受託人的職位。Briguglio於1961年9月被任命為商業代理。1963年2月，普羅文扎諾的另一個弟弟農西奧被任命為商業代理。
1960年11月15日，普羅文扎諾因為在1952年至1959年間從Dorn運輸公司勒索要求「勞工和平」收益而在新澤西州地區被起訴。1963年7月12日，普羅文扎諾被判敲詐勒索罪，並被判入獄7年，他在1966年5月至1970年期間被監禁，服刑了4年半。儘管普羅文扎諾曾經是國際貨車司機兄弟會的主席吉米·霍法的朋友，但據報導他們在賓夕凡尼亞州劉易斯堡的聯邦監獄裡發生爭執後，他們變成了敵人。
1975年7月30日，霍法去了一間餐廳與普羅文扎諾和安東尼·賈卡洛內見面後就失蹤了。霍法失蹤十週後，美國總統李察·尼克遜自辭職以來首次公開露面，其間他與法蘭克·菲茨西蒙斯和普羅文扎諾打高爾夫球。
1975年12月9日，普羅文扎諾與Anthony Provenzano、Anthony Bentro和Lawrence Paladino一起因涉嫌串謀違犯反回扣法令，向Utica貨車司機工會福利基金提出230萬美元的養老基金貸款來翻新Woodstock酒店而在紐約南區被起訴。1978年7月，他被判犯有這些指控，並被判入獄4年。1976年6月23日，普羅文扎諾與Briguglio和Konigsberg在紐約州阿爾斯特縣被起訴，罪名是與1961年Anthony Castellitto的死亡有關的合謀謀殺罪。1978年6月14日，普羅文扎諾因謀殺罪名成立，但串謀謀殺罪被撤銷，而正好在一周後在紐約州金斯頓被判終身監禁。1979年2月22日，普羅文扎諾與Gabriel Briguglio、Stephen和Thomas Andretta，以及Ralph Pellecchia在Seatrain勞工和平收益案中因為詐騙及受賄組織罪而在新澤西州地區被起訴。1979年5月25日，他被判犯這些指控，並於1979年7月10日被判入獄20年。

## 逝世
1988年12月12日，普羅文扎諾在隆波克聯邦監獄裡心臟病發作而去世，享年71歲。他去世前一個月，他因充血性心臟衰竭接受過治療。他被埋葬在新澤西州哈肯薩克的聖約瑟夫公墓（St. Joseph's Cemetery）。

## 流行文化
馬田·史高西斯的2019年電影《愛爾蘭人》中，由史提芬·格拉漢姆飾演普羅文扎諾。

## 外部連結
- The People of the State of New York, Respondent, v Anthony Provenzano, and Harold Konigsberg
- United States of America v. Anthony Provenzano and Anthony Bentro （页面存档备份，存于）
- Who's Who ? – Anthony Provenzanoat Thomas Hunt's The American "Mafia"（页面存档备份，存于）